# شرکت نقشه‌کشی کلاسون
شرکت نقشه‌کشی کلاسون (به انگلیسی: Clason Map Company) یک شرکت آمریکایی است که توسط جورج ساموئل کلاسون در دنور، کلرادو راه‌اندازی و مدیریت شد. این شرکت نخستین اطلس راههای ایالات متحده آمریکا و کانادا را منتشر کرد.شرکت نقشه‌کشی کلاسون در زمان رکود بزرگ ورشکست شد.